# Пристань (Ленінградська область)
Пристань (рос. Пристань) — присілок у Лузькому районі Ленінградської області Російської Федерації.
Населення становить 49 осіб. Належить до муніципального утворення Ям-Тьосовське сільське поселення.

## Історія
Згідно із законом від 28 вересня 2004 року № 65-оз належить до муніципального утворення Ям-Тьосовське сільське поселення.

## Населення
| 1879 | 1885 | 1909 | 1928 | 1965 | 1997 | 2007 |
| ---- | ---- | ---- | ---- | ---- | ---- | ---- |
| 394  | ↘354 | ↗473 | ↘412 | ↘249 | ↘87  | ↘55  |
| 2010 | 2013 |      |      |      |      |      |
| ↗66  | ↘49  |      |      |      |      |      |